# Цирлин, Александр Данилович
Александр Данилович Цирлин (17 ноября 1902 — 6 ноября 1976) — советский военачальник инженерных войск, генерал-полковник инженерных войск (1945), доктор военных наук (1956), профессор (1958).

## Биография
Еврей. Родился в семье кустаря.
В 1924 году А. Д. Цирлин призван в РККА Киевским военкоматом, в том же году вступил в ВКП(б). В 1930 году окончил Артиллерийскую школу, в 1936 году — Военно-инженерную академию им. В. В. Куйбышева.
В 1936 году А. Д. Цирлин назначен преподавателем Ленинградской Краснознамённой объединённой военно-инженерной школы им. Коминтерна (в марте 1937 года школа преобразуется в Ленинградское Краснознаменное военно-инженерное училище (ЛКВИУ)), затем становится начальником учебной части, помощником начальника, с августа 1940 года по январь 1942 года майор А. Д. Цирлин — начальник ЛКВИУ.
В начале Великой Отечественной войны А. Д. Цирлин на той же должности, одновременно с 3 июля по август 1941 года — начальник инженерного отдела штаба Лужской оперативной группы Северного фронта, участвовал в Ленинградской стратегической оборонительной операции, под его наблюдением велось строительство Лужского оборонительного рубежа.
С января по май 1942 года А. Д. Цирлин — начальник оперативного отдела инженерных войск штаба Западного фронта.
С мая 1942 года А. Д. Цирлин — начальник оперативного отдела и заместитель начальника штаба инженерных войск Красной Армии, находясь на этой должности, в феврале—апреле 1943 года по заданию представителя Ставки К. Е. Ворошилова на Ленинградском фронте помогал войскам в инженерном обеспечении Операции «Искра».
В июле 1943 года А. Д. Цирлин назначен начальником инженерных войск Степного фронта (с 20 октября 1943 года — 2-й Украинский фронт), руководил инженерными войсками фронта во время Курской битвы, Белгородско-Харьковской операции, Битве за Днепр, Корсунь-Шевченковской, Уманско-Ботошанской, Ясско-Кишинёвской, Бухарестско-Арадской, Дебреценской, Будапештской, Братиславско-Брновской и Пражской операциях.
После окончания Великой Отечественной войны, в августе 1945 года А. Д. Цирлин был назначен начальником инженерных войск Забайкальского фронта, участвовал в Хингано-Мукденской наступательной операции Советско-японской войны.
С 1946 года А. Д. Цирлин — начальник военно-инженерной кафедры Высшей военной академии имени К. Е. Ворошилова (с 1958 года — Военная академия Генерального штаба). С 1961 года — начальник Военно-инженерной академии имени Куйбышева. Автор научных трудов по теории инженерного обеспечения боевых действий и истории инженерных войск, соавтор и главный редактор ряда учебников для офицерского состава инженерных войск («Военные дороги», «Механика грунтов, основания и фундаменты», . С 1969 года — в отставке.
Умер в 1976 году в Москве, похоронен на Введенском кладбище (22 уч.).

## Семья
- жена — Цирлина, Эта Яковлевна (1908—1961)
- сын — Цирлин, Владимир Александрович (род. 1930) — инженер-конструктор
- сын — Цирлин, Евгений Александрович (род. 27 октября 1946 года) — спортивный обозреватель.

## Воинские звания
- генерал-майор инженерных войск — 25.09.1943
- генерал-лейтенант инженерных войск — 13.09.1944
- генерал-полковник инженерных войск — 20.06.1945

## Награды
- Два ордена Ленина (20.06.1949; 15.09.1961)[3]
- Четыре ордена Красного Знамени (13.09.1944; 03.11.1944; 30.04.1954; 22.02.1968)
- Два ордена Кутузова 1-й степени (28.04.1945; 08.09.1945)
- Орден Суворова 2-й степени (26.10.1943)
- Орден Кутузова 2-й степени (20.06.1944)
- Орден Отечественной войны 1-й степени (22.04.1943)
- Орден Красной Звезды (22.02.1941)
- Медаль «За оборону Ленинграда»
- Медаль «За оборону Москвы»
- Медаль «За оборону Кавказа»
- Медаль «За взятие Будапешта»
- Медаль «За взятие Вены»
- Медаль «За освобождение Белграда»
- Медаль «За победу над Германией в Великой Отечественной войне 1941—1945 гг.»
- Медаль «За победу над Японией»
- Ряд других медалей СССР
- Государственная премия СССР (1967)
- иностранные награды

## Сочинения
- Инженерное обеспечение армейской наступательной операции. — 1950.
- Основы организации и планирования инженерного обеспечения фронтовой наступательной операции. — 1951.
- Советские инженерные войска. — М.: изд-во ДОСААФ, 1965.
- Военно-инженерная Краснознаменная академия имени В. В. Куйбышева за 50 лет Советской власти. 1917-1967 (в соавт.). — Москва, 1967.
- Некоторые вопросы инженерного обеспечения в наступательных операциях Великой Отечественной войны. // Военно-исторический журнал. — 1961. — № 8. — С.13-24.
- Организация водоснабжения войск Забайкальского фронта Хингано-Мукденской операции. // Военно-исторический журнал. — 1963. — № 5. — С.36-48.
- Инженерные войска 2-го Украинского фронта в Корсунь-Шевченковской операции. // Военно-исторический журнал. — 1974. — № 2. — С.74-79.
- Некоторые вопросы инженерного обеспечения армейской наступательной операции. // Военно-исторический журнал. — 1976. — № 12. — С.35-42.